# 振兴东路街道
振兴东路街道，是中华人民共和国黑龙江省双鸭山市四方台区下辖的一个乡镇级行政单位。

## 行政区划
振兴东路街道下辖以下地区：
富饶社区、满意社区和锦程社区。